# Rogério de Flor
Roger de Flor, também conhecido por Rutger von Blum (Brindisi, Itália, 1267 — Adrianópolis, Império Bizantino, 1305), foi um cavaleiro de origem alemã e ganhou fama por ter liderado os almogávares.
Era filho de Ricardo de Flor, falcoeiro do imperador romano-germânico Frederico II, que morreu em combate contra Carlos I da Sicília na batalha de Tagliacozzo e de uma jovem de Brindisi, onde nasceu e cresceu na companhia de um seu irmão.
Tornou-se cavaleiro da Ordem do Templo e participou na última cruzada; distinguiu-se na defesa de São João de Acre, na Palestina, e na evacuação da cidade depois da tomada desta pelos muçulmanos, em 1291.
Pouco depois, os templários acusaram-no de ter desviado parte dos seus tesouros e Roger foi expulso da ordem. Tirando partido da sua longa experiência militar, Roger tornou-se mercenário e colocou-se ao serviço do rei Frederico III da Sicília, filho de Pedro III, o Grande, de Aragão.
Frederico nomeou-o capitão das companhias de almogávares, mercenários catalães e aragoneses que tinham participado na conquista de Valência e de Maiorca por conta do reino de Aragão e que tinham também ajudado a consolidar a presença aragonesa na Sicília na luta contra a casa de Anjou pelo domínio da ilha (defesa de Messina, 1301).
No ano seguinte, na decorrência das Vésperas Sicilianas, e da paz de Caltabellota (1302) entre Carlos II de Anjou e Frederico III da Sicília, Roger de Flor ofereceu os seus serviços ao imperador bizantino Andrónico II Paleólogo, para participar na sua guerra contra os Turcos, que avançavam pelos territórios gregos e ameaçavam mesmo Constantinopla. O imperador aceitou os seus préstimos e o capitão chegou a Constantinopla à cabeça de 4 000 Almogávares e de 39 navios, constituindo com eles a Companhia Catalã.
Roger entrou imediatamente em acção, aniquilando os Genoveses em Constantinopla, o que agradou grandemente ao imperador, cada vez mais irritado com a tutela que aqueles exerciam não só no domínio comercial e financeiro do Império mas também, e crescentemente, político. Em 1304, a Companhia passou a actuar na Anatólia e tomou as cidades de Filadélfia, Magnésia e Éfeso, fazendo os Turcos recuar até à Cilícia, em direcção à cadeia montanhosa do Tauro.
Em recompensa destes serviços, Andrónico, apesar de alguns abusos cometidos pelos catalães contra os gregos, nomeou Roger de Flor de mega-duque (Almirante da Armada Imperial) e deu-lhe a mão da sua sobrinha Maria, filha da sua irmã Irene e do rei destronado João III Asen da Bulgária¹.
O imperador, porém, amedrontou-se perante a perspectiva de Roger fazer-se soberano dos territórios reconquistados na Ásia Menor. Ao fim de negociações, Andrónico II concedeu-lhe o título de César e o senhorio do território bizantino na Anatólia, com excepção das cidades. A crescente ambição de Roger de Flor acabou por indispôr Miguel IX Paleólogo, coimperador e filho de Andrónico II. Miguel atraiu Roger a Adrianópolis e fê-lo assassinar durante um banquete, juntamente com 130 comandantes almogávares, a 5 de Abril de 1305, com a intenção de atacar em seguida as tropas. Os Almogávares, no entanto, nomearam novos comandantes e lançaram violentas represálias. Sob o comando de Berengário de Entença, dirigiram-se para Constantinopla e arrasaram tudo aquilo que encontraram no seu trajecto pela Trácia e pela Macedónia - aquilo a que se chamou a Vingança Catalã. Envolveram-se então nas lutas intestinas do império e acabaram por conquistar os ducados de Atenas e de Neopátria em nome de Aragão, os quais conservaram até 1390.
Roger de Flor tornou-se muito popular entre os seus contemporâneos graças à Crónica de Ramon Muntaner, na qual este relata a extraordinária expedição, na qual o autor participou. Roger de Flor converteu-se numa figura mítica para os catalães e serviu de modelo ao herói de Joanot Martorell no seu Tirant o Branco.

## nota
¹ Irene casara-se com João III Asen, rei da Bulgária, em 1278. este faleceu em 1302 (cf. Miguel VIII Paleólogo).